# شمس‌آباد (همدان)
شمس‌آباد (همدان)، روستایی از توابع بخش مرکزی شهرستان همدان در استان همدان ایران است.
مردم این روستا جز مردم لر و ترک هستند به زبان لری و ترکی سخن می‌گویند.

## جمعیت
این روستا در دهستان الوندکوه شرقی قرار دارد و براساس سرشماری مرکز آمار ایران در سال ۱۳۹۵، جمعیت آن ۱۴۶ نفر (۴۲خانوار) بوده است.